# Uzunhacı, Çerkezköy
Uzunhacı là một xã thuộc huyện Çerkezköy, tỉnh Tekirdağ, Thổ Nhĩ Kỳ. Dân số thời điểm năm 2011 là 510 người.